# 동철이음이의어

동철이음이의어(同綴異音異義語, 영어: Heteronym) 또는 동철이음어(同綴異音語)는 글자는 같지만 소리와 뜻이 다른 단어다.
한국어에서는 잠자리[잠자리](곤충)와 잠자리[잠짜리](잠 자는 곳)를 동철이음이의어로 들 수 있고, 대가[대ː까](代價)와 대가[대ː가](大家)처럼 한자어를 한글로 표기했을 때 많은 동철이음이의어가 생긴다. 이와 같이 뒤 음절이 된소리화로 인한 동철이음어인 경우, 복합어가 일반적이며, 고유어보다 한자어의 뒤 음절 된소리화가 훨씬 많다. 또한 사과[사ː과](謝過)와 사과[사과](沙果)처럼 발음의 장단으로 구분되는 동철이음이의어도 있다.

## 같이 보기
- 동음이의어